# Бобки (Брестская область)
Бобки (бел. Бобкі) — деревня в Белоруссии. Находится в Дрогичинском районе Антопольского сельсовета. До 17 сентября 2013 года входила в состав упраздненного Детковичского сельсовета.

## История
В 1921—1939 годах деревня входила в состав Польши, находясь в Илоской гмине Дрогичинского повета Полесского воеводства. В этот период в деревне насчитывалось 5 дворов и проживало 26 человек. В 1930-х годах число дворов увеличилось до 10.
В 1939 году деревня вошла в состав Белорусской ССР. С 15 января 1940 года Бобки находились в Антопольском районе Брестской области, а с 12 октября 1940 года — в Детковичском сельсовете. По состоянию на 1940 год в деревне проживал 71 человек.
Во время Великой Отечественной войны на фронте погибли два жителя деревни.
С 8 августа 1999 года Бобки включены в состав Дрогичинского района. В 1970 году в деревне проживало 38 человек, к 1995 году — 10 человек в 7 хозяйствах. По состоянию на 2005 год, в Бобках насчитывалось 5 хозяйств и проживало 6 человек.
17 сентября 2013 года после упразднения Детковичского сельсовета Бобки начали относиться к Антопольскому сельсовету.

## География
Расположена в 38 км к северо-западу от Дрогичина, в 148 км от Бреста и в 23 км от железнодорожной станции Дрогичин (на линии Брест—Гомель).